# Entedon heyeri
Entedon heyeri är en stekelart som först beskrevs av Julius Theodor Christian Ratzeburg 1848.  Entedon heyeri ingår i släktet Entedon och familjen finglanssteklar. Inga underarter finns listade i Catalogue of Life.